# Lucius Icilius
Lucius Icilius was een plebejisch tribunus in 456 v.Chr. Naar zijn voorstellen werd het publieke land van de Aventijnse heuvel uitbesteed in percelen voor het plebs. Enkele jaren later, rond 451 v.Chr. werd Verginia, dochter van Lucius Verginius aan hem uitgehuwelijkt. De decemvir Appius Claudius Crassus lustte echter ook naar deze vrouw en probeerde zijn macht te misbruiken om van haar zijn slavin te maken. Deze harde strijd leidde uiteindelijk tot de dood van Verginia wanneer ze neergestoken werd door haar vader. Verder werden Lucius Icilius en Lucius Verginius gearresteerd.
Eén van de directe resultaten van deze acties was ook dat de decemviri omvergeworpen werd en de Romeinse Republiek in haar volle glorie hersteld werd.